# 平城市
平城市（ピョンソンし）は朝鮮民主主義人民共和国（北朝鮮）の平安南道の道都。1965年に平壌直轄市の一部を分割し、平壌直轄市から道都を移して成立した都市である。

## 産業
北朝鮮の科学技術研究の中心であり、国家科学院の大規模な研究所が所在する。工業や畜産業なども行われる。大学には、平城理科大学などがある。

## 地理
首都平壌の北方30km程にある。周辺にはいくつか山がそびえる。

## 行政区域
20洞・14里を管轄する。
| - 九月洞（クウォルトン） - 徳性洞（トクソンドン） - 杜茂洞（トゥムドン） - 冷泉洞（レンチョンドン） - 文化洞（ムヌァドン） - 保徳洞（ポドクトン） - 鳳鶴洞（ポンハクトン） - 三花洞（サムァドン） - 上次洞（サンチャドン） - 松嶺洞（ソンニョンドン） - 陽地洞（ヤンジドン） - 駅前洞（ヨクチョンドン） - 五里洞（オリドン） - 玉田洞（オクチョンドン） - 恩徳洞（ウンドクトン） - 周礼洞（チュレドン） - 中徳洞（チュンドクトン） | - 平城洞（ピョンソンドン） - 下次洞（ハチャドン） - 鶴水洞（ハクスドン） - 敬信里（キョンシンニ） - 古泉里（コチョンニ） - 栗花里（リュルァリ） - 栢松里（ペクソンニ） - 三龍里（サムニョンニ） - 御重里（オジュンニ） - 雲興里（ウヌンニ） - 月浦里（ウォルポリ） - 慈母里（チャモリ） - 慈山里（チャサンニ） - 青玉里（チョンオンニ） - 下端里（ハダンニ） - 和浦里（ファポリ） - 厚灘里（フタンニ） |

## 歴史
この節の出典

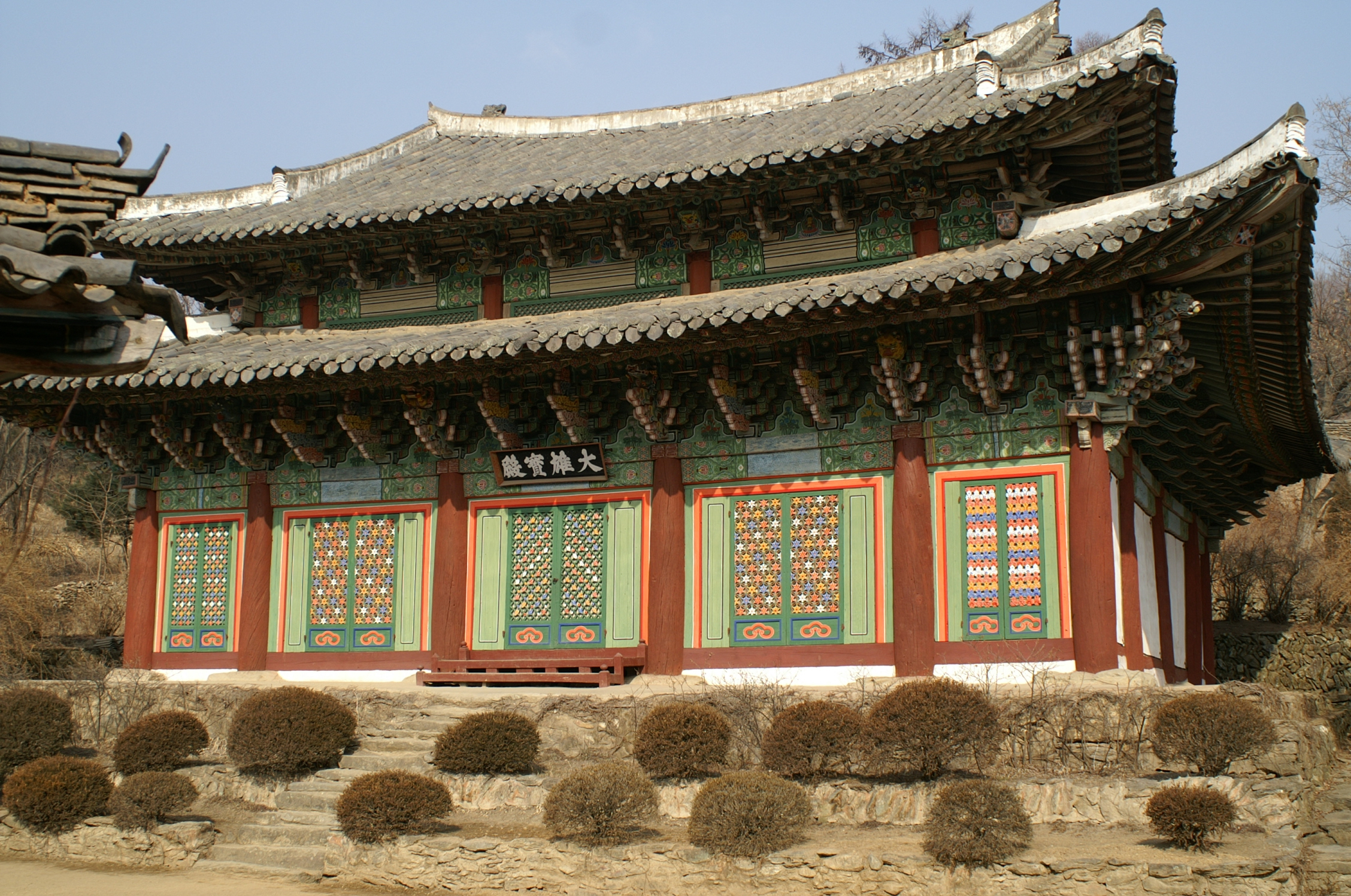
安国寺

- 1965年 - 平壌直轄市龍城区域下里・下次洞の各一部、平安南道順川郡舎人里・鳳鶴里・㯖山里、順安郡上次里をもって、平安南道平城区を設置。(2洞4里)
  - 鳳鶴里が鳳鶴洞に昇格。
  - 舎人里が舎人洞に昇格。
  - 下次洞が下次里に降格。
- 1967年 (8洞8里)
  - 順川郡月浦里・三龍里・青玉里・厚灘里、江東郡下端里・漢王里を編入。
  - 下次里が上次里に編入。
  - 舎人洞が分割され、玉田洞・平城洞・杜茂洞・臣陪洞が発足。
  - 鳳鶴洞の一部が分立し、周礼洞・蓮合洞が発足。
  - 下里が裴山洞に昇格。
- 1969年 - 平城区が平城市に昇格。平安南道庁が市内に移る。(22洞6里)
  - 鳳鶴洞・周礼洞の各一部が合併し、九月洞が発足。
  - 鳳鶴洞の残部・周礼洞の一部が合併し、保徳洞が発足。
  - 㯖山里が分割され、㯖山洞・三花洞・松嶺洞が発足。
  - 裴山洞の一部が分立し、地境洞が発足。
  - 上次里が分割され、上次洞・下次洞が発足。
  - 臣陪洞が分割され、文化洞・五里洞が発足。
  - 平城洞・玉田洞の各一部が合併し、恩徳洞が発足。
  - 平城洞・玉田洞の各一部が合併し、徳性洞が発足。
  - 玉田洞の一部が分立し、陽地洞・中徳洞が発足。
  - 蓮合洞が分割され、鳳鶴洞・鶴水洞が発足。
  - 青玉里の一部が分立し、冷泉洞が発足。
- 1972年4月 - 順安郡御重里・栗花里を編入。(22洞8里)
- 1974年5月 - 順川郡慈山里・慈母里・栢松里・和浦里・雲興里・古泉里を編入。(22洞14里)
- 1981年 - 漢王里が敬信里に改称。(22洞14里)
- 1989年 - 中徳洞の一部が分立し、駅前洞が発足。(23洞14里)
- 1995年5月 (20洞14里)
  - 㯖山洞・裴山洞および地境洞・松嶺洞の各一部が新設の平壌直轄市恩情区域に編入。
  - 地境洞の残部が下次洞に編入。
- 1999年12月 (20洞14里)
  - 下端里の一部が敬信里に編入。
  - 敬信里の一部が平壌直轄市江東郡東里・香木里に分割編入。
- 2000年11月 - 松嶺洞の一部が平壌直轄市恩情区域光明洞に編入。(20洞14里)

## 友好都市
ペルニク（ブルガリア）

## 交通
首都平壌から平羅線が通る。
- 平羅線
  - 平城駅 - 鳳鶴駅